# 塞波·瓦伊尼奥
塞波·瓦伊尼奥（芬蘭語：Seppo Vainio，1937年1月3日—2020年12月14日），生于劳马，芬兰前男子冰球运动员。他曾代表芬兰国家队参加1960年冬季奥林匹克运动会冰球比赛，获得第7名。